# Coupe d'Union soviétique de football 1980
Navigation
Édition 1979 Édition 1981
La Coupe d'Union soviétique 1980 est la 39e édition de la Coupe d'Union soviétique de football. Elle se déroule entre le 25 février et le 9 août 1980.
La finale se joue le 9 août 1980 au stade Lénine de Moscou et voit la victoire du Chakhtior Donetsk, qui remporte sa troisième coupe nationale aux dépens du Dinamo Tbilissi, tenant du titre. Ce succès lui permet de se qualifier pour la Coupe des coupes 1980-1981.

## Format
Quarante-huit équipes prennent part à cette édition. Cela inclut les 18 participants à la première division 1980 ainsi que les 24 clubs du deuxième échelon, à qui sont ajoutés six équipes du troisième niveau, qui sont en réalité les six clubs relégués de la deuxième division à l'issue de la saison 1979.
La compétition démarre par une phase de groupes durant laquelle les participants sont répartis en sept groupes de six et un groupe de cinq et doivent s'affronter une seule fois. À l'issue de ces rencontres, les deux premiers de chaque poule se qualifient pour les huitièmes de finale, à l'exception du groupe de cinq où seul le vainqueur passe au tour suivant.
Par la suite chaque confrontation prend la forme d'une rencontre unique jouée sur la pelouse d'une des deux équipes. En cas d'égalité à l'issue du temps réglementaire d'un match, une prolongation est jouée. Si celle-ci ne suffit pas à départager les deux équipes, le vainqueur est désigné à l'issue d'une séance de tirs au but.

## Phase de groupes
L'intégralité de la phase de groupes prend place entre le 25 février et le 12 mars 1980. L'attribution des points suit le barème des championnats soviétiques, une victoire rapportant deux points, un match nul un seul et une défaite aucun. Le Dinamo Moscou est par ailleurs exempté de cette phase et passe directement en huitièmes de finale.

### Groupe 1
Les rencontres de ce groupe sont jouées dans les villes russes de Sotchi et Adler.
| Rang | Équipe                         | Pts | J | G | N | P | Bp | Bc | Diff |
| ---- | ------------------------------ | --- | - | - | - | - | -- | -- | ---- |
| 1    | Fakel Voronej (D2)             | 6   | 5 | 2 | 2 | 1 | 5  | 3  | +2   |
| 2    | Spartak Moscou (D1)            | 6   | 5 | 2 | 2 | 1 | 5  | 4  | +1   |
| 3    | Metallist Kharkov (D2)         | 6   | 5 | 1 | 4 | 0 | 2  | 1  | +1   |
| 4    | Zénith Léningrad (D1)          | 5   | 5 | 1 | 3 | 1 | 5  | 3  | +2   |
| 5    | Kouban Krasnodar (D1)          | 4   | 5 | 1 | 2 | 2 | 4  | 5  | -1   |
| 6    | Krylia Sovetov Kouïbychev (D2) | 3   | 5 | 1 | 1 | 3 | 1  | 6  | -5   |

### Groupe 2
Les rencontres de ce groupe sont jouées dans la ville ouzbèke de Samarkand.
| Rang | Équipe                    | Pts | J | G | N | P | Bp | Bc | Diff |
| ---- | ------------------------- | --- | - | - | - | - | -- | -- | ---- |
| 1    | Chakhtior Donetsk (D1)    | 10  | 5 | 5 | 0 | 0 | 9  | 2  | +7   |
| 2    | Tavria Simferopol (D2)    | 7   | 5 | 3 | 1 | 1 | 11 | 6  | +5   |
| 3    | Tchernomorets Odessa (D1) | 5   | 5 | 1 | 3 | 1 | 5  | 6  | -1   |
| 4    | Zaria Vorochilovgrad (D2) | 4   | 5 | 1 | 2 | 2 | 6  | 8  | -2   |
| 5    | Spartak Naltchik (D2)     | 4   | 5 | 1 | 2 | 2 | 3  | 5  | -2   |
| 6    | Kouzbass Kemerovo (D2)    | 0   | 5 | 0 | 0 | 5 | 3  | 10 | -7   |

### Groupe 3
Les rencontres de ce groupe sont jouées dans la ville ukrainienne d'Oujgorod.
| Rang | Équipe                            | Pts | J | G | N | P | Bp | Bc | Diff |
| ---- | --------------------------------- | --- | - | - | - | - | -- | -- | ---- |
| 1    | Dinamo Kiev (D1)                  | 10  | 5 | 5 | 0 | 0 | 13 | 1  | +12  |
| 2    | Nistru Kichinev (D2)              | 7   | 5 | 3 | 1 | 1 | 13 | 10 | +3   |
| 3    | Karpaty Lvov (D1)                 | 6   | 5 | 3 | 0 | 2 | 8  | 6  | +2   |
| 4    | Lokomotiv Moscou (D1)             | 3   | 5 | 1 | 1 | 3 | 3  | 8  | -5   |
| 5    | Dniepr Dniepropetrovsk (D2)       | 2   | 5 | 1 | 0 | 4 | 3  | 9  | -6   |
| 6    | Spartak Ivano-Frankovsk (en) (D2) | 2   | 5 | 0 | 2 | 3 | 2  | 8  | -6   |

### Groupe 4
Les rencontres de ce groupe sont jouées dans les villes géorgiennes de Roustavi et Tbilissi.
| Rang | Équipe                    | Pts | J | G | N | P | Bp | Bc | Diff |
| ---- | ------------------------- | --- | - | - | - | - | -- | -- | ---- |
| 1    | Dinamo Tbilissi (D1)      | 10  | 5 | 5 | 0 | 0 | 13 | 4  | +9   |
| 2    | Kaïrat Alma-Ata (D1)      | 8   | 5 | 4 | 0 | 1 | 8  | 2  | +6   |
| 3    | Torpedo Koutaïssi (D2)    | 4   | 5 | 2 | 0 | 3 | 6  | 8  | -2   |
| 4    | Spartak Ordjonikidzé (D2) | 3   | 5 | 1 | 1 | 3 | 2  | 4  | -2   |
| 5    | SKA-Khabarovsk (D2)       | 3   | 5 | 1 | 1 | 3 | 3  | 8  | -5   |
| 6    | SKA Odessa (D2)           | 2   | 5 | 1 | 0 | 4 | 2  | 8  | -6   |

### Groupe 5
Les rencontres de ce groupe sont jouées dans les villes azéries de Bakou et Soumgaït.
| Rang | Équipe                | Pts | J | G | N | P | Bp | Bc | Diff |
| ---- | --------------------- | --- | - | - | - | - | -- | -- | ---- |
| 1    | Neftchi Bakou (D1)    | 10  | 5 | 5 | 0 | 0 | 13 | 2  | +11  |
| 2    | Dinamo Minsk (D1)     | 7   | 5 | 3 | 1 | 1 | 10 | 1  | +9   |
| 3    | Žalgiris Vilnius (D2) | 5   | 5 | 2 | 1 | 2 | 7  | 6  | +1   |
| 4    | Zvezda Perm (D3)      | 5   | 5 | 1 | 3 | 1 | 2  | 2  | 0    |
| 5    | Dinamo Léningrad (D3) | 2   | 5 | 0 | 2 | 3 | 1  | 8  | -7   |
| 6    | Terek Grozny (D3)     | 1   | 5 | 0 | 1 | 4 | 0  | 14 | -14  |

### Groupe 6
Les rencontres de ce groupe sont jouées dans la ville arménienne d'Erevan.
| Rang | Équipe                    | Pts | J | G | N | P | Bp | Bc | Diff |
| ---- | ------------------------- | --- | - | - | - | - | -- | -- | ---- |
| 1    | Ararat Erevan (D1)        | 9   | 5 | 4 | 1 | 0 | 9  | 3  | +6   |
| 2    | Torpedo Moscou (D1)       | 7   | 5 | 3 | 1 | 1 | 4  | 3  | +1   |
| 3    | Kolos Nikopol (en) (D2)   | 5   | 5 | 2 | 1 | 2 | 6  | 7  | -1   |
| 4    | Metallourg Zaporojié (D2) | 3   | 5 | 1 | 1 | 3 | 5  | 5  | 0    |
| 5    | Chinnik Iaroslavl (D2)    | 3   | 5 | 1 | 1 | 3 | 4  | 7  | -3   |
| 6    | Iskra Smolensk (D2)       | 3   | 5 | 1 | 1 | 3 | 3  | 6  | -3   |

### Groupe 7
Les rencontres de ce groupe sont jouées dans la ville tadjike de Douchanbé.
| Rang | Équipe                     | Pts | J | G | N | P | Bp | Bc | Diff |
| ---- | -------------------------- | --- | - | - | - | - | -- | -- | ---- |
| 1    | CSKA Moscou (D1)           | 9   | 5 | 4 | 1 | 0 | 10 | 0  | +10  |
| 2    | SKA Rostov (D1)            | 8   | 5 | 3 | 2 | 0 | 5  | 1  | +4   |
| 3    | Pamir Douchanbé (D2)       | 7   | 5 | 3 | 1 | 1 | 7  | 3  | +4   |
| 4    | Kolkhoztchi Achkhabad (D3) | 3   | 5 | 1 | 1 | 3 | 3  | 5  | -2   |
| 5    | Ouralmach Sverdlovsk (D2)  | 3   | 5 | 1 | 1 | 3 | 2  | 4  | -2   |
| 6    | Guria Lantchkhouti (D2)    | 0   | 5 | 0 | 0 | 5 | 2  | 16 | -14  |

### Groupe 8
Les rencontres de ce groupe sont jouées dans la ville ouzbèke de Fergana.
| Rang | Équipe                  | Pts | J | G | N | P | Bp | Bc | Diff |
| ---- | ----------------------- | --- | - | - | - | - | -- | -- | ---- |
| 1    | Pakhtakor Tachkent (D1) | 6   | 4 | 3 | 0 | 1 | 7  | 5  | +2   |
| 2    | Traktor Pavlodar (D3)   | 6   | 4 | 2 | 2 | 0 | 6  | 3  | +3   |
| 3    | Bouston Djizak (D2)     | 3   | 4 | 1 | 1 | 2 | 4  | 3  | +1   |
| 4    | Dinamo Stavropol (D2)   | 3   | 4 | 1 | 1 | 2 | 2  | 4  | -2   |
| 5    | Alga Frounzé (D3)       | 2   | 4 | 1 | 0 | 3 | 3  | 7  | -4   |

## Phase finale

### Huitièmes de finale
Les rencontres de ce tour sont jouées entre le 15 et le 20 mars 1980.
| Date         | Domicile                | Score    | Extérieur              |
| ------------ | ----------------------- | -------- | ---------------------- |
| 15 mars 1980 | Pakhtakor Tachkent (D1) | 2 - 1 ap | (D1) Neftchi Bakou     |
| 15 mars 1980 | Dinamo Moscou (D1)      | 2 - 0    | (D1) Dinamo Minsk      |
| 15 mars 1980 | Dinamo Kiev (D1)        | 2 - 0    | (D1) Kaïrat Alma-Ata   |
| 15 mars 1980 | Ararat Erevan (D1)      | 3 - 2    | (D2) Nistru Kichinev   |
| 16 mars 1980 | Tavria Simferopol (D2)  | 0 - 4    | (D1) Dinamo Tbilissi   |
| 16 mars 1980 | Spartak Moscou (D1)     | 2 - 0    | (D1) CSKA Moscou       |
| 16 mars 1980 | SKA Rostov (D1)         | 1 - 2    | (D1) Chakhtior Donetsk |
| 20 mars 1980 | Torpedo Moscou (D1)     | 5 - 0    | (D2) Fakel Voronej     |

### Quarts de finale
Les rencontres de ce tour sont jouées le 30 mars 1980.
| Date         | Domicile               | Score    | Extérieur               |
| ------------ | ---------------------- | -------- | ----------------------- |
| 30 mars 1980 | Chakhtior Donetsk (D1) | 2 - 0    | (D1) Torpedo Moscou     |
| 30 mars 1980 | Spartak Moscou (D1)    | 1 - 0    | (D1) Ararat Erevan      |
| 30 mars 1980 | Dinamo Tbilissi (D1)   | 2 - 1 ap | (D1) Pakhtakor Tachkent |
| 30 mars 1980 | Dinamo Kiev (D1)       | 2 - 0    | (D1) Dinamo Moscou      |

### Demi-finales
Les rencontres de ce tour sont jouées le 30 mai 1980.
| Date        | Domicile             | Score | Extérieur              |
| ----------- | -------------------- | ----- | ---------------------- |
| 30 mai 1980 | Spartak Moscou (D1)  | 0 - 1 | (D1) Chakhtior Donetsk |
| 30 mai 1980 | Dinamo Tbilissi (D1) | 2 - 1 | (D1) Dinamo Kiev       |

### Finale
| Titulaires :       |                          |     |
|                    |                          |     |
|                    | Viktor Chanov            |     |
|                    | Alekseï Varnavski (ru)   |     |
|                    | Valeri Gorbounov (en)    |     |
|                    | Igor Simonov (ru)        |     |
|                    | Vladimir Pianykh (en)    |     |
|                    | Valeri Roudakov (en)     |     |
|                    | Vladimir Rogovski (en)   | 64e |
|                    | Mikhaïl Sokolovski       | 90e |
|                    | Vitali Staroukhine       |     |
|                    | Iouri Doudinski (ru)     |     |
|                    | Nikolaï Fedorenko (en)   | 86e |
|                    |                          |     |
| Remplaçants :      |                          |     |
|                    | Sergueï Morozov          | 64e |
|                    | Leonid Maly (ru)         | 86e |
|                    | Sergueï Kravtchenko (ru) | 90e |
|                    |                          |     |
| Entraîneur :       |                          |     |
| Viktor Nossov (en) |                          |     |

| Titulaires :     |                            |     |
|                  |                            |     |
|                  | Otar Gabelia (en)          |     |
|                  | Tenguiz Soulakvelidze      |     |
|                  | Aleksandr Tchivadze        |     |
|                  | Shota Khinchagashvili (en) |     |
|                  | David Moudjiri (ru)        |     |
|                  | Vitali Daraselia           |     |
|                  | Gueorgui Tchilaïa (ru)     |     |
|                  | Amiran Minachvili (ru)     | 75e |
|                  | Gueorgui Tabadze (ru)      | 46e |
|                  | David Kipiani              |     |
|                  | Ramaz Shengelia            |     |
|                  |                            |     |
| Remplaçants :    |                            |     |
|                  | Vladimir Gutsaev           | 46e |
|                  | Revaz Chelebadze           | 75e |
|                  |                            |     |
| Entraîneur :     |                            |     |
| Nodar Akhalkatsi |                            |     |

| Titulaires :       |                          |     |
|                    |                          |     |
|                    | Viktor Chanov            |     |
|                    | Alekseï Varnavski (ru)   |     |
|                    | Valeri Gorbounov (en)    |     |
|                    | Igor Simonov (ru)        |     |
|                    | Vladimir Pianykh (en)    |     |
|                    | Valeri Roudakov (en)     |     |
|                    | Vladimir Rogovski (en)   | 64e |
|                    | Mikhaïl Sokolovski       | 90e |
|                    | Vitali Staroukhine       |     |
|                    | Iouri Doudinski (ru)     |     |
|                    | Nikolaï Fedorenko (en)   | 86e |
|                    |                          |     |
| Remplaçants :      |                          |     |
|                    | Sergueï Morozov          | 64e |
|                    | Leonid Maly (ru)         | 86e |
|                    | Sergueï Kravtchenko (ru) | 90e |
|                    |                          |     |
| Entraîneur :       |                          |     |
| Viktor Nossov (en) |                          |     |

| Titulaires :     |                            |     |
|                  |                            |     |
|                  | Otar Gabelia (en)          |     |
|                  | Tenguiz Soulakvelidze      |     |
|                  | Aleksandr Tchivadze        |     |
|                  | Shota Khinchagashvili (en) |     |
|                  | David Moudjiri (ru)        |     |
|                  | Vitali Daraselia           |     |
|                  | Gueorgui Tchilaïa (ru)     |     |
|                  | Amiran Minachvili (ru)     | 75e |
|                  | Gueorgui Tabadze (ru)      | 46e |
|                  | David Kipiani              |     |
|                  | Ramaz Shengelia            |     |
|                  |                            |     |
| Remplaçants :    |                            |     |
|                  | Vladimir Gutsaev           | 46e |
|                  | Revaz Chelebadze           | 75e |
|                  |                            |     |
| Entraîneur :     |                            |     |
| Nodar Akhalkatsi |                            |     |